# Quận Livingston, Kentucky
Quận Livingstone là một quận thuộc tiểu bang Kentucky, Hoa Kỳ.
Quận này được đặt tên theo. Theo điều tra dân số của Cục điều tra dân số Hoa Kỳ năm 2000, quận có dân số người. Quận lỵ đóng ở.

## Địa lý
Theo Cục điều tra dân số Hoa Kỳ, quận có diện tích km2, trong đó có km2 là diện tích mặt nước.

## Thông tin nhân khẩu
Theo điều tra dân số 2 năm 2000 của Cục điều tra dân số Hoa Kỳ, quận đã có dân số có 9.804 người, 3.996 hộ gia đình, và 2.893 gia đình sống trong quận hạt. Mật độ dân số là 31 trên một dặm vuông (12 / km2). Có 4.772 đơn vị nhà ở với mật độ trung bình là 15 trên một dặm vuông (5,8 / km 2). Cơ cấu chủng tộc của dân cư sinh sống trong quận này bao gồm 98,49% người da trắng, 0,14% da đen hay Mỹ gốc Phi, 0,42% người Mỹ bản xứ, 0,03% châu Á, Thái Bình Dương 0,01%, 0,28% từ các chủng tộc khác, và 0,63% từ hai hoặc nhiều chủng tộc. 0,75% dân số là người gốc Tây Ban Nha hay châu Mỹ La Tinh của một chủng tộc nào.
Có 3.996 hộ, trong đó 29,50% có trẻ em dưới 18 tuổi sống chung với họ, 60,40% là đôi vợ chồng sống với nhau, 7,90% có một chủ hộ nữ và không có chồng, và 27,60% là không lập gia đình. 24,40% hộ gia đình đã được tạo ra từ các cá nhân và 11,00% có người sống một mình 65 tuổi hoặc lớn tuổi hơn. Cỡ hộ trung bình là 2,42 và cỡ gia đình trung bình là 2,86.
Sự phân bố tuổi là 22,30% dưới độ tuổi 18,% 7,50 18-24, 28,20% 25-44, 27,00% từ 45 đến 64, và 14,90% từ 65 tuổi trở lên người. Độ tuổi trung bình là 40 năm. Đối với mỗi 100 nữ có 97,80 nam giới. Đối với mỗi 100 nữ 18 tuổi trở lên, đã có 97,70 nam giới.
Thu nhập trung bình cho một hộ gia đình trong quận đã đạt mức USD 31.776, và thu nhập trung bình cho một gia đình là USD 39.486. Phái nam có thu nhập trung bình USD 33.633 so với 19.617 USD của phái nữ. Thu nhập bình quân đầu người của dân cư quận là 17.072 USD. Có 7,60% gia đình và 10,30% dân số sống dưới mức nghèo khổ, bao gồm 10,70% những người dưới 18 tuổi và 15,80% của những người 65 tuổi hoặc hơn.